# Gamma Hydrae
Gamma Hydrae (γ Hydrae, förkortat Gamma Hya, γ Hya) som är stjärnans Bayerbeteckning, är en ensam stjärna belägen i den östra delen av stjärnbilden Vattenormen. Den har en skenbar magnitud på 2,99, är den näst ljusaste stjärnan i stjärnbilden och är synlig för blotta ögat där ljusföroreningar ej förekommer. Baserat på parallaxmätning inom Hipparcosuppdraget på ca 24,4 mas, beräknas den befinna sig på ett avstånd på ca 134 ljusår (ca 41 parsek) från solen.

## Egenskaper
Gamma Hydrae är en gul till orange jättestjärna av spektralklass G8 III, vilket anger att den har förbrukat förrådet av väte i dess kärna. Den har en massa som är ca 3,4 gånger större än solens massa, en radie som är ca 16 gånger större än solens och utsänder från dess fotosfär ca 115 gånger mera energi än solen vid en effektiv temperatur av ca 5 000 K.
Trots att Gamma Hydrae har nått ett avancerat stadium i sin utveckling är den betydligt yngre än solen med en ålder av cirka 372 miljoner år. Detta beror på att stjärnor med större massa konsumerar sitt förråd av väte i en snabbare takt.